# Paul Dietz
Paul Antoine Dietz (1878 - 1953)  was een Nederlands bioloog, zenuwarts en parapsycholoog. Hij was de eerste persoon die in Nederland kwantitatieve parapsychologische experimenten opzette en de eerste universitaire docent parapsychologie ter wereld.

## Biografie
Dietz studeerde biologie in Groningen en in Leiden. In 1912 huwde hij Anna Maria Vogelesang. In dat zelfde jaar promoveerde hij op een proefschrift over de anatomie van beenvissen. Na enkele jaren werk als assistent op de afdeling insectenleer begon hij in 1918 aan de studie geneeskunde. In 1924 verkreeg hij het artsendiploma en startte hij een opleiding tot zenuwarts bij professor Jelgersma in Leiden. Hij vestigde daarna een eigen praktijk in Den Haag.
Reeds enkele jaren had hij interesse betoond in parapsychologische verschijnselen en hij was ook de eerste die in Nederland kwantitatieve experimenten hierover opzette. In publicaties over zijn experimenten bepleitte hij de noodzaak van een wetenschappelijke benadering. In 1932 werd Dietz privaatdocent (een niet door de universiteit bezoldigde lesgever) in de parapsychologie aan de Leidse universiteit, hetgeen een primeur was op wereldvlak. In 1928 richtte hij met Wilhelm Tenhaeff het Tijdschrift voor Parapsychologie op (‘gewijd aan de studie van het occultisme in zijn vollen omvang’). De daarop volgende tien jaar was hij buitengewoon productief. Hij publiceerde ruim 70 artikelen en zes vooral populair wetenschappelijke boeken: Telepathie en psychologie der menigte (1931); De strijd om de parapsychologie (1932); Mensch en droom: een studie over het droomleven (1935); Parapsychologische studiën (1936); Telepathie en helderziendheid (1936); Wereldzicht der parapsychologie (1939). Ook werd hij met Tenhaeff redacteur van een nieuwe boekenreeks, de Parapsychologische bibliotheek (1936-1945).
Na 1939 leed hij ernstig onder het overlijden van zijn echtgenote. Hij werd als privaatdocent parapsychologie opgevolgd door de filosoof en classicus Karel de Jong. Dietz trok zich, na een slepende onenigheid met Tenhaeff, grotendeels terug uit het parapsychologische werkveld. Bovendien brak de Tweede Wereldoorlog uit. In de laatste jaren van zijn leven kwam vooral de filosoof aan het woord. Dietz werd medeoprichter en redacteur van het tijdschrift Bezinning (1947-1948) en van de opvolger daarvan Mens en Kosmos (1948-1953).
Tot kort voor zijn overlijden bleef hij bijdragen schrijven die zijn parapsychologische belangstelling verbonden met zijn beschouwingen over een religieus-humanistische levensvisie.
Grotendeels vergeten zijn de literaire zijsprongen die hij maakte: het toneelwerk Achab en Jezebel (1919), het satirische boek De nieuwe lof der zotheid (1935), de bundel novellen Sterrenzaaisel van Brahma (1941) en de verhalenbundel De uitgestelde dood (1948).
- Digitale Bibliotheek voor de Nederlandse Letteren: diet002
- International Standard Name Identifier: 0000 0003 9835 4757
- Library of Congress Control Number: n2015188737
- Nationale Bibliotheek van Tsjechië: xx0326201
- Nederlandse Thesaurus van Auteursnamen: 073373435
- Virtual International Authority File: 306171173
- WorldCat: E39PBJpDK7Wkb7x3VYbCwdPYT3